# Грозос, Апостолос
Апо́столос Гро́зос (греч. Απόστολος Γκρόζος, 12 июня 1892, Комотини, Фракия — 1981) — деятель коммунистического движения Греции, председатель ЦК Коммунистической партии Греции в 1957—74 годы, почетный председатель с 1974 года.

## Биография
По профессии рабочий-табачник. В период 1914—17 проходил военную службу в греческой армии в звании рядового. С 1910 года принимал участие в профсоюзном движении, а в 1920 году вступил в Коммунистическую партию Греции. Принимал участие в руководстве партийных организаций КПГ в Салониках, Македонии, на Корфу. В 1926—35 годы — секретарь исполнительного комитета Федерации табачников Греции. В 1936 был избран членом и секретарём исполкома Всегреческой федерации табачников.
В период 1937—43 находился в тюрьме и ссылке. В годы Второй мировой войны принимал участие в борьбе против фашистской оккупации Греции. С 1945 член ЦК КПГ. В 1946 году был избран генеральным секретарём Всегреческой федерации табачников и членом Национального совета Всеобщей конфедерации труда Греции. В 1948—49 на партийной работе в Демократической армии Греции, участник Гражданской войны в Греции. В 1948—56 годы — председатель Центральной контрольной комиссии КПГ.
30 декабря 1952 года на 4-м пленуме ЦК КПГ был назначен главой директората ЦК. С марта 1956 года член Политбюро, а с февраля 1957, после смещения со своего поста Никоса Захариадиса — Председатель ЦК КПГ.

## Награды
- орден Октябрьской Революции (09.06.1972)